# Список княжеских родов Польши
Список княжеских родов Польши включает в себя роды, носящие или носившие княжеский титул, и связанные с историей Польши.

## Славянские княжеские династии на территории современной Польши (до образования Речи Посполитой)
- Грифичи (пол. Gryfici), из Западного Поморья, угасли 10 марта 1637 г. (в женском колене 7 июля 1660 г.).
- Попелиды (пол. Popielidzi), легендарная польская династия, предположительно угасшая в IX в.
- Пясты (пол. Piastowie), польская династия, угасшая 21 ноября 1675 г. (в женском поколении в 1707 г.).
- Собеславичи (Самбориды) (пол. Sobiesławice), из Восточного (Гданьского) Поморья), угасли 25 декабря 1294 г. (в женском поколении в 1317 г.).

## Княжеский титул в Речи Посполитой
Княжеский титул в Речи Посполитой принадлежал представителям родов и институтов, которые помимо принципов всеобщей равности представителей шляхетского сословия, получили право использования княжеского титула в общественной жизни Речи Посполитой, а также сохранили определённые привилегии.
В случае шляхетских родов княжеский титул принадлежал первоначально только тем из них, которые ко времени Люблинской унии (1569 г.) сохранили свои особые удельные княжества в рамках Великого княжества Литовского. Это относится к некоторым потомкам Гедимина и Рюрика, а также Радзивиллам.
Перед I разделом Речи Посполитой, сейм подтвердил или предоставил княжеский титул нескольким родам, происходившим из рядов польской и литовской шляхты. Только в трактате Разделительного сейма 1773—1775 гг., утвердившего I раздел Речи Посполитой, по специальному пожеланию австрийского правительства, утверждение получили титулы, пожалованные в прошлом правителями Священной Римской империи нескольким шляхетским польским родам. Тот же самый сейм пожаловал также княжеские титулы нескольким представителям тогдашней политической элиты.
Особую категорию князей составляли владетели лённых княжеств Речи Посполитой, а также духовные князья — епископы католической церкви.
Мощь княжеских родов Речи Посполитой опиралась на огромные земельные владения, расположенные, прежде всего, на литовско-русских (нынешних белорусских и украинских) землях. К числу таких земельных владений принадлежали старые удельные областные княжества, а также позднейшие территориальные приобретения. Некоторые из этих владений получили статус ординации, что делало из них устойчивое земельное владение и источник особого положения некоторых княжеских домов.
Две ординации образовали роды, которые получили (Гонзага-Мышковские) или могли получить (Замойские) иностранный аристократический титул. Полученный этим путём титул ордината, становился для главы рода отличием, приближенным, с точки зрения престижа, к княжескому титулу.
В случае нескольких родов (Конецпольские, Денгофы, Оссолинские, Огинские) приобретённые иностранные титулы никогда не получили юридической санкции в рамках Речи Посполитой. Близка к получению такого положения была также одна из ветвей рода Потоцких, получившая после I раздела Речи Посполитой княжеский титул в Галиции при условии основания ординации. Условие это осталось не выполнено и титул не получил юридической санкции.
К числу князей Речи Посполитой официально не причисляются те роды, которые происходили от литовско-русских князей, но которые не получили подтверждение титула в рамках Речи Посполитой. В светской жизни такие роды только неформально титуловались княжеским титулом. Некоторым из этих родов княжеский титул был утверждён после упадка Речи Посполитой Сенатом Царства Польского или Царями Польскими из династии Романовых (Огинские, Воронецкие, Друцкие-Любецкие, Пузына, Гедройцы, Мосальские).
Самые влиятельные княжеские роды Речи Посполитой в отношении статуса были равны владетельным европейским князьям. Свидетельствует об этом, между прочим, заключённые на равных правах браки. Особые близкие отношения поддерживались с князьями Священной Римской империи: Гогенцоллернами, Виттельсбахами, Анхальтами, Вюртембергами, Турн-и-Таксис, де Линь.
Многие шляхетские роды, не имея княжеского титула, обладали такими же крупными земельными владениями и достигли в политической жизни того же положения, которое занимали роды княжеские (Замойские, Конецпольские, Гонзага-Мышковские, Лещинские, Пацы, Сенявские, Красицкие, Калиновские, Потоцкие, Мнишеки, Ржевуские, Оссолинские, Денгофы, Огинские, Собеские, Ходкевичи). К княжескому статусу наиболее приблизились те роды, которые получили владения со статусом княжества (например, Потоцкие, Мнишеки), или их представители сидели на троне Речи Посполитой (Собеские, Лещинские). Обе группы, связанные родственными узами, составляли единую аристократическую элиту Речи Посполитой, основывая своё могущество на обладании почти суверенных магнатских панств, а также на занятии наиболее почётных должностей Речи Посполитой.
Польские выборные короли не могли жаловать аристократические титулы полякам, но могли жаловать иностранцам. Это относится к князьям двух ленных владений Речи Посполитой — княжеству Прусскому (пол. Księstwo Pruskie) и Княжеству Курляндскому (пол. Księstwo Kurlandii).

## Деление княжеских родов
В Польше княжеские роды принято разделять на «старые», имевшие княжеское достоинство на 1569 г. (природные князья Гедиминовичи и Рюриковичи (Олельковичи, Острожские, Заславские, Збаражские, Вишневецкие, Корецкие, Сангушко, Чарторыйские и Четвертинские) и Радзивиллы) и роды «новые» (Любомирские, Понятовские и Сапеги), не включая в их число князей сейма 1773—1775 гг., утвердившего I раздел Речи Посполитой (пол. Książęta sejmu rozbiorowego) (Понинские, Сулковские, Яблоновские и Мосальские), а также роды потомков польских выборных королей (Собеские и Лещинские).

## Список княжеских родов Польши до 1569 года
Роды, угасшие до 1569 года (дата образования I Речи Посполитой; Гедиминовичи).
| #  | Фамилия                                                       | Герб | Дата получения / признания (в Речи Посполитой) титула | Владения | Примечания |
| -- | ------------------------------------------------------------- | ---- | ----------------------------------------------------- | -------- | --- |
| 1  | Бельские (пол. Bielscy)                                       |      | природные князья / —                                  |          | Угасли в XVI в. (после 1542 г.; некоторые представители рода отъехали из Литвы в Москву в конце XV в., где угасли в 1612 г. (Włodzimierz Dworzaczek, Genealogia, tablice, (Warszawa, 1959); Józef Wolff, Kniaziowie Litewsko-Ruscy od końca XIV wieku). |
| 2  | Буйницкие (польск.) (пол. Bujniccy))                          |      | природные князья / —                                  |          | Угасли в 1506 г. |
| 3  | Гурковичи (польск.) (пол. Hurkowicze)                         |      | природные князья / —                                  |          | Угасли в XV в. |
| 4  | Друцкие-Прихабские (также Прихабские) (пол. Druccy-Pryhabscy) |      | природные князья / —                                  |          | Ветвь князей Друцких. Угасли в XVI в. (в женском поколении не ранее 1559 г.). |
| 5  | Кобринские (пол. Kobryńscy)                                   |      | природные князья / —                                  |          | Угасли в XV в. (после 1491 г.; в женском колене в 1518 г.). |
| 6  | Звягольские (польск.) (пол. Zwiaholscy)                       |      | природные князья / —                                  |          | Угасли в XV в. (или между 1386 и 1388)). |
| 7  | Копорские (польск.) (пол. Koporscy)                           |      | природные князья / —                                  |          | Угасли на рубеже XIV и XV вв. |
| 8  | Мстиславские (пол. Mścisławscy)                               |      | природные князья / —                                  |          | Угасли в XV в. (между 1486 и 1489 гг.; владения отошли к роду князей Заславских). |
| 9  | Пинские (пол. Pińscy)                                         |      | природные князья / —                                  |          | Угасли в XV в. |
| 10 | Степанские (польск.) (пол. Stepańscy)                         |      | природные князья / —                                  |          | Угасли в XV в. (ок. 1452 г.) |

Роды, угасшие до 1569 года (дата образования I Речи Посполитой) или покинувшие Польшу ранее этой даты; другого происхождения.
- Князья Глинские (пол. Glińscy herbu własnego), владевшие городами Глинском, Глинницей, Полтавой, в 1508 году выехали в Москву, где угасли в 1602 году[1]. Спустя двести лет, в 1817 году генерал-майор И. Глинский получил в Гродненском депутатском дворянском собрании подтверждение его княжеского достоинства, однако Сенат Российской Империи это определение не утвердил.
- Князья Несвицкие (пол. Nieświccy herbu Korybut)  (по разным версиям — Рюрикович, Гедиминовичи, литовские природные князья) выехали из Литвы в Москву в 1508 г.; утверждены в княжеском достоинстве определением Правительствующего Сената 12.12.1857 г. Род существовал ещё в 1870 году, в качестве русского княжеского рода. Некоторые его ветви (под другими фамилиями) оставались в Польше (о них см. ниже).
- Ямонтовичи (польск.) (пол. Jamontowicze) (литовские природные князья. Также — Ямонтовичи-Подберезские (Podberesky). Род угас в 1540 г. (по другим данным ещё существовал в 1548 г.).

## Список княжеских родов Польши после 1569 года
В список включены:
- Гедиминовичи — потомки Гедимина (ум. 1341 г.) великого князя Литовского. Перечисление основано на гербовнике Бонецкого.
- Рюриковичи — потомки Рюрика (ум. 879 г.) правителя Новгорода и Ладоги, предка великих князей Киевских.
- природные князья иного происхождения (литовские, русские, московские, татарские[2].
- роды королевские — потомки польских выборных королей (Лещинские, Собеские).
- польские роды, пожалованные польскими сеймом (Понинские, Понятовские (I)),
- или польскими правителями, к числу которых относятся ленные князья (пол. Książęta lenni) (правители ленных владений Речи Посполитой — Курляндии (Бироны, Кетлеры, Веттины) и Пруссии (Гогенцоллерны), а также (Могилы).
- польские роды, пожалованные иностранными (к которым в Польше относят и Царей Польских из Дома Романовых) правителями (Денгофы, Зайончек, Замойские, Конецпольские, Лихновские, Лович, Любомирские, Оссолинские (I и II), Понятовские (II и III), Радзивиллы (I и II), Радолинские, Сапеги, Сулковские, Яблоновские (I, II и III)).
- духовные князья — княжеские титулы, одновременно с местом в Сенате, полагавшиеся в Речи Посполитой лично некоторым иерархам (епископам) католической церкви (архиепископу Гнезненскому, епископам Вроцлавскому, Краковскому, Варминскому и Плоцкому, а также препозиту Плоцкому).

Также к числу княжеских в Польше относят формально не имевших этого титула:
- ординатские роды (пол. Rody ordynackie) (две ветви Замойских, Гонзага-Мышковские и Гонзага-Мышковские-Велепольские) и
- владельцев княжеств (пол. Panowie na księstwach) (Мнишеки и Потоцкие).

| #  | Фамилия                                                                        | Герб                                                  | Дата получения / признания в Речи Посполитой титула                                    | Владения | Примечания | |
| -- | ------------------------------------------------------------------------------ | ----------------------------------------------------- | -------------------------------------------------------------------------------------- | --- | --- | -------------------------------------------------------------------------------------------------- |
|    | Гедиминовичи (пол. Giedyminowicze) (в алфавитном порядке)                      |                                                       | природные князья                                                                       | | Род существующий. | |
| 1  | Буремские (пол. Buremscy)                                                      |                                                       | природные князья / —                                                                   | | Также — Буремльские (пол. Buremlski). Род угас в 1610 г. | |
| 2  | Головня-Острожецкие (пол. Hołownia-Ostrożeccy herbu własnego Hołownia )        |                                                       | природные князья / —                                                                   | Острожец | Род угас в 1585 г. (в женском поколении около 1590 г.). | |
| 3  | Друцкие-Горские (пол. Druccy-Horscy herbu Druck)                               |                                                       | природные князья / —                                                                   | Деревни Горы, Дудаковичи и Бурневы | Ветвь князей Друцких. Также — только Горские, или Дудаковские и Бурневские (пол. Dudakowsky i Burnewsky). Род угас в XVIII в. (после 1730 г.). | |
| 4  | Друцкие-Конопли (пол. Druccy-Konopla herbu Druck)                              |                                                       | природные князья / —                                                                   | Деревни Соколино и Конопельчицы | Ветвь князей Друцких. Также — Конопли-Соколинские, Соколинские. Род угас в 1552 г. (в женском поколении в 1584 г.). | |
| 4  | Боровские (пол. Borowsky herbu Gozdawa)                                        |                                                       | природные князья / —                                                                   | | | |
| 5  | Друцкие-Красные (пол. Druccy-Krasny herbu Druck)                               |                                                       | природные князья / —                                                                   | | Ветвь князей Друцких. Род угас в XVI в. | |
| 6  | Друцкие-Любецкие (пол. Druccy-Lubeccy vel Drucki-Lubecki herbu Druck)          |                                                       | природные князья / —                                                                   | Деревни Любеч и Видиничи | Ветвь князей Друцких. В первой половине XVI в. также именовались князьями Видиницкими или Виденецкими (пол. Widinickimi vel Widenickimi). Княжеский титул признан 21.12.1798 г. в Пруссии (за Францишеком Д.-Л.) и 24.01.1851 и 12.05.1852 г. в России. Род существующий. | |
| 7  | Друцкие-Озерецкие (пол. Druccy-Oziereccy herbu Druck)                          |                                                       | природные князья / —                                                                   | Деревня Озерцы (Езерцы) | Ветвь князей Друцких. Также — Озерецкие. Род угас в 1607 г. | |
| 8  | Друцкие-Соколинские (пол. Druccy-Sokolińscy herbu Druck)                       |                                                       | природные князья / —                                                                   | Деревня Соколино | Ветвь князей Друцких. Также Соколинские. Княжеский титул признан в России. Род существующий. | |
| 9  | Друцкие-Толочинские (пол. Druccy-Tołoczyńscy herbu Druck)                      |                                                       | природные князья / —                                                                   | Город Толочин | Ветвь князей Друцких. Также только Толочинские. Род угас в XVI в. | |
| 10 | Заславские-Мстиславские (пол. Zasławscy-Mścisławscy)                           |                                                       | природные князья / ─                                                                   | Города Заславль и Мстиславль | Первоначально — Заславские, с нач. XVI в. — Мстиславские. В 1526 г. кн. Фёдор Михайлович Мстиславский отъехал в Москву, где род угас 19.02.1622 г. (в женском поколении 15.11.1629 г.). В Литве род угас в 1539 г. (в женском поколении в 1580 г.). | |
| 11 | Корецкие (пол. Koreccy herbu Pogoń Litewska)                                   |                                                       | природные князья / 1569                                                                | Княжество Корецкое (Księstwo Koreckie) | Имеющая право на княжеский титул линия рода угасла в 1651 г. (в женском поколении 16.03.1669 г.). | |
| 12 | Крошинские (польск.) (пол. Kroszyńscy)                                         |                                                       | природные князья / ─                                                                   | Город Крошин | Последние известные представители рода были приговорены к изгнанию в 1683 г. В 1998 г. в Польше проживало 3 человека с этой же фамилией, но не известно, являлись ли они потомками княжеского рода. | |
| 13 | Курцевичи (пол. Kurcewicze herbu własnego Kurcz)                               |                                                       | природные князья / —                                                                   | | С середины XVII в. писались Кориатовичами-Курцевичами (пол. Koriatowicz-Kurcewicze). В России княжеский титул за ними не признан. Род существующий. | |
| 14 | Лукомские (пол. Łukomscy herbu Roch III (Pierzchała od. Łukomski))             |                                                       | природные князья / 1564 и 1569                                                         | Лукомское княжество | Некоторые представители рода писались Ольгердовичи-Лукомские. Утратили княжеский титул в XVII в. В России княжеский титул за ними признан не был. Род существующий. | |
| 15 | Олельковичи (пол. Olelkowicze-Słuccy herbu Pogoń Litewska)                     |                                                       | природные князья / 1569                                                                | Копыльско-Слуцкое княжество | Род угас в 1592 (или 1593) г. (в женском поколении 19 марта 1612 г.). | |
| 16 | Полубинские (пол. Połubińscy herbu Jastrzębiec od. Polubinski )                |                                                       | природные князья / —                                                                   | Сёла Полубники и Полубичи | Также — Полубенские. В России княжеский титул за ними признан не был. Род существующий. | |
| 17 | Ружинские (пол. Rużyńscy)                                                      |                                                       | природные князья / ─                                                                   | Ружин и Роговичи | Отдельные представители рода писались Наримунтовичи-Ружинские и Бурдиновичи-Ружинские, а также Рожинские. Род угас в XVII в. (после 1640 г.) Владения перешли к Костюшковичам и Набелякам. | |
| 18 | Сангушко (пол. Sanguszkowie herbu Pogon Litweska)                              |                                                       | природные князья / 1543 и 9 июня 1569                                                  | Княжество Коширское (Księstwo Koszyrskie), Острожская ординация, Княжество Заславское (Księstwo Zasławskie) | Также Сангушкович (Sanguszkowicz). Род существующий в лице линии Сангушко-Ковельских (также Сангушко и Сангушко-Любартович) — признана 09.06.1785 г. в Австрии (20.07.1905 г. титулование Светлость) и 16.04.1858 г. в России (20.11.1906 г. титулование Светлость). Ныне единственный мужской представитель рода живёт в Бразилии. | |
| 19 | Сапеги (пол. Sapiehowie herbu Lis)                                             |                                                       | природные князья (?) / 1768                                                            | Города Ружаны, Кодень, Горки, Зельва | Претендовали на происхождение от Гедимина и употребляли на этом основании княжеский титул. В 1768 г. сейм, признав эту легендарную родословную, официально утвердил за фамилией Сапег (Александром-Михаилом (1730—1793) и его троюродным дядей Петром (1701—1771) Сапегами) княжеский титул. В ЦП 08.03.1822 и 09.10.1824 г. В России Высочайшим указом 26.07.1874 г. британскому подданному Яну-Павлу-Александру Сапеге (1847—1901) дозволено пользоваться княжеским титулом без предъявления требуемых по закону документов, а Высочайше утверждённым 29.12.1901 г. мнением Государственного Совета жившим в Российской Империи представителям рода дозволено пользоваться княжеским титулом. Род существующий.                                                    | |
| 20 | Чарторыйские (пол. Czartoryscy herbu Pogon Litewska)                           |                                                       | природные князья / 1569                                                                | Княжество Чарторыйское (Księstwo Czartoryskie), Княжество Клеваньское (Księstwo Klewańskie), города Пулавы и Сенява | Род существующий. | |
| 21 | Ягеллоны (пол. Jagiellonowie herbu)                                            |                                                       | природные князья / —                                                                   | Польша (1386—1572) и Литва (1377—1401 и 1440—1572) | Род угас 07.07.1572 г. (в женском поколении — 09.09.1596 г.). | |
|    | Рюриковичи пол. Rurykowicze) (в алфавитном порядке)                            |                                                       | природные князья                                                                       | | Род существующий. | |
| 22 | Вишневецкие (пол. Wiśniowieccy herbu Korybut)                                  |                                                       | природные князья / 1569                                                                | Княжество Вишневецкое (Księstwo Wiśniowieckie), (Państwo Łubniowskie), Княжество Збаражское | Ветвь князей Несвицких. Из них Михаил Корибут Вишневецкий был королём Польским (1669—1673). Род угас 16.09.1744 г. (в женском поколении в 1770 г.). | |
| 23 | Воронецкие (пол. Woronieccy herbu Korybut)                                     |                                                       | природные князья / 1784?                                                               | | Ветвь князей Несвицких. Также из Збаража Воронецкие, Корибут-Воронецкие. В России Высочайше утвержденным 28.06.1844 г. и 05.06.1852 г. мнением Государственного Совета признаны в княжеском достоинстве. Род существующий. | |
| 24 | Головчинские (пол. Hołowczyńscy herbu Łabędź)                                  |                                                       | природные князья / —                                                                   | Головчин | Род угас в 1658 г. | |
| 25 | Жижемские (пол. Żyżemscy)                                                      |                                                       | природные князья / —                                                                   | Жижма | Род существующий. | |
| 26 | Заславские (пол. Zasławscy)                                                    |                                                       | природные князья / 1569                                                                | Княжество Заславское (Księstwo Zasławskie), Ординация и княжество Острожское (Księstwo Ostrogskie) | После пресечения князей Острожских писались Заславские-Острожские (пол. Zasławscy-Ostrogscy). Род угас в 1682 г. (в женском поколении 15.11.1709 г.). | |
| 27 | Збаражские (пол. Zbarascy herbu Korybut)                                       |                                                       | природные князья / 1569                                                                | Княжество Збаражское | Ветвь князей Несвицких. Род угас 12.07.1631 г. Большая часть владений отошла к князьям Вишневецким. | |
| 28 | Мосальские (пол. Massalscy herbu własnym Massalski)                            |                                                       | природные князья / 1775                                                                | линия гетманско-епископская — Города Ляховичи, Mysz, Верки, Друя | Единственная линия рода, получившая подтверждение княжеского достоинства в Речи Посполитой (линия гетманско-епископская), угасла 28.06.1794 г. Род существующий. | |
| 29 | Огинские (пол. Ogińscy herbu własnym Oginiec (Brama))                          |                                                       | природные князья / — (1783 СРИ)                                                        | В разное время земли и поместья в Литве и в Белоруссии (Витебск, Пинск, Слоним) и др. | В России признаны в княжеском достоинстве Высочайше утверждённым 03.04.1868 г. мнением Государственного Совета с фамилией «из Козельска Огинские». Род существующий (не угас в 1909 г.). Младшая брацлавская линия рода утратила княжеский титул. | |
| 30 | Острожские (пол. Ostrogscy)                                                    |                                                       | природные князья / 1569                                                                | Ординация и княжество Острожское, города Ярослав и Тарнув | Род угас 13 (или 12).09.1620 г. (в женском поколении 24.01.1654 г.). Ординация перешла к князьям Заславским. | |
| 31 | Порыцкие (пол. Poryccy herbu Korybut)                                          |                                                       | природные князья / —                                                                   | | Ветвь князей Несвицких. Род угас в 1637 г. | |
| 32 | Пузына (пол. Puzynowie herbu własnym Oginiec)                                  |                                                       | природные князья / 1823 (ЦП), 1910, 1915 и 1916 (РИ)                                   | | Род существующий. | |
| 33 | Святополк-Мирские (Мирские) (пол. Mirscy herbu Białyna изм.)                   |                                                       | природные князья (?) / 1821 (ЦП)                                                       | Мирский замок | Претендовали на происхождение от Рюриковичей. Сенатом ЦП Фома-Богумил-Иван (Томаш-Богумил-Ян) Францович-Ксавериевич (1788 — не ранее 1861) признан в княжеском достоинстве. Высочайшим указом 18.04.1861 г. подтверждены в княжеском достоинстве с фамилией Святополк-Мирские «без представления документов на сей титул». Род существующий. | |
| 34 | Святополк-Четвертинские (Четвертинские) (пол. Czetwertyńscy herbu Pogon Ruska) |                                                       | природные князья / 1569                                                                | Княжество Четвертинское (Księstwo Czetwertyńskie) | В России Высочайшим повелением от 10.11.1843 г. признаны в княжеском достоинстве «без представления доказательств» с фамилией Святополк-Четвертинские. Род существующий. | |
| 35 | Сокольские (польск.) (пол. Sokolscy)                                           |                                                       | природные князья / —                                                                   | Сокол | Род угас в XVII в. | |
| 36 | Соломерецкие (пол. Sołomereccy)                                                |                                                       | природные князья / —                                                                   | Соломерец | Род угас в 1641 г. | |
| 37 | Шуйские (пол. Szujscy herbu)                                                   |                                                       | природные князья / —                                                                   | Теребунь | Князь Иван Дмитриевич (Губка) Шуйский отъехал в Литву около 1534 г. и был родоначальником рода, существовавшего в 1818 г., и предположительно существующего и в наше время. В России род угас в XVII в. | |
|    | Природные княжеские роды разного происхождения (в алфавитном порядке)          |                                                       | природные князья                                                                       | | | |
| 38 | Гедройцы (пол. Giedroyciowie herbu Hippocentaurus)                             |                                                       | природные князья / —                                                                   | | Литовские природные князья. Род существующий. | |
| 39 | Гольшанские (пол. Holszańscy herbu Hippocentaurus)                             |                                                       | природные князья / —                                                                   | имения Гольшаны, владения на территории современных Белоруссии (Глуск, Романов в Ошмянском уезде), Украины (на Волыни — Дубровицкое и Степаньское княжества) и Литвы | Литовские природные князья. Также — Ольшанские. Род угас в 1556 г. (в женском поколении в 1586 г.), по другим данным — в XVII в. | |
| 40 | Одынцевичи (польск.) (пол. Odyncewicze)                                        |                                                       | природные князья / —                                                                   | | Князья неустановленного происхождения (из немцев? из Полоцких Рюриковичей? природные литовские князья?). Также — Багриновские (пол. Bahrinowski (Bahrynowski)). Род угас на рубеже XVI и XVII вв. | |
| 41 | Свирские (пол. Świrscy herbu Lis)                                              |                                                       | природные князья / —                                                                   | Свирь | Литовские природные князья. Перестали писаться князьями в конце XVII в. В России за ними княжеский титул признан не был. Род существующий. | |
|    | Роды, возведённые в княжеское достоинство (в порядке пожалования)              |                                                       |                                                                                        | | | |
| 42 | Радзивиллы (I) (пол. Radziwiłłowie herbu Traby od. Radziwiłł)                  |                                                       | 1515/18 (СРИ) / 1569                                                                   | | Миколай Р. (1470—1521). Род его угас в 1542 г. | |
| 43 | Радзивиллы (II) (пол. Radziwiłłowie herbu Traby od. Radziwiłł)                 |                                                       | 10 декабря 1547 (СРИ) / 1569                                                           | Княжество Биржанское (Księstwo Birżańskie), Ординация и Княжество Несвижское, (Ordynacja i Księstwo Nieświeskie), Княжество Дубеницкое (Księstwo Dubienickie), Ординация и Княжество Олыцкое (Ordynacja i Księstwo Ołyckie), Клецкая ординация (Ordynacja Klecka), Копыльско-Слуцкое княжество | Миколай Рыжий (род его угас в 1669 г.) и его двоюродные братья Ян (1516—1551 — род его угас с его смертью) и Николай Чёрный (род его существует) Радзивиллы. | |
| 44 | Сапеги (пол. Sapiehowie herbu Lis)                                             |                                                       | 1633 (СРИ) / —                                                                         | | Ян Станислав Сапега (1589—1635) пожалован императором Фердинандом III, но отказался принять этот титул. Род его угас с его беспотомственной смертью 10.04.1635 г. | |
| 45 | Оссолинские (I) (пол. Ossolińscy herbu Topór)                                  |                                                       | кон. 1633 (Святой Престол) и 1634 (СРИ) / —                                            | Город Оссолин | Ежи Оссолинский (1595—1650) пожалован княжеским титулом в 1633 г. папой Урбаном VIII и в 1634 г. — императором Фердинандом II. Титул сеймом РП не признан. Род угас с его смертью 09.08.1650 г. (в женском поколении в 1687 г.). | |
| 46 | Денгофы (пол. Denhoffowie herbu Świnka)                                        |                                                       | 1637 (СРИ) / —                                                                         | | Каспер Денхофф (1587—1645)) пожалован императором Фердинандом III. Имеющая право на княжеский титул линия рода угасла в 1736 г. (графская линия существует). | |
| 47 | Конецпольские (пол. Koniecpolscy herbu Pobóg)                                  |                                                       | 1637 (СРИ) / —                                                                         | | Станислав Конецпольский (1590/94-1646) пожалован императором Фердинандом III. Имеющая право на княжеский титул линия рода угасла не ранее 1659 г. Род Конецпольских угас в 1719 г. | |
| 48 | Любомирские (пол. Lubomirscy herbu Szreniawa bez Krzyża)                       |                                                       | 26 февраля / 8 марта 1647 (СРИ) / 1682 и 1824 (ЦП)                                     | Города Виснич, Кольбушова, Ярослав, Пшеворск, Острожская Ординация (Ordynacja Ostrogska) | Титул пожалован Станиславу Любомирскому (1583—1649; князь на Висниче и Ярославе) императором Фердинандом III. Подтверждены в княжеском достоинстве с титулом Светлости императором СРИ Иосифом II 25.04/06.05.1786 г. В Польше в 1817—1824 княжеский титул признан за Хенриком и Ежи Любомирскими. В Российской Империи Высочайше утверждённым 21.05.1863 г. мнением Государственного Совета признаны в княжеском достоинстве, но без титула Светлости. Род существующий. | |
| 49 | Собеские (пол. Sobiescy herbu Janina)                                          |                                                       | 1674 (РП) / 1674                                                                       | Город Жолква | Имеющая право на княжеский титул линия рода (потомки Яна III Собеского короля Польского (1674—1696)) угасла 19.12.1737 г.(в женском поколении в 1740 г.). | |
| 50 | Яблоновские (I) (пол. Jabłonowscy herbu Prus III)                              |                                                       | 1698 (СРИ) / 1775                                                                      | Княжество Острожское (пол. Księstwo Ostrogskie) | Титул пожалован Станиславу-Яну Яблоновскому императором Леопольдом I. | |
| 51 | Замойские (пол. Zamoyscy herbu Jelita)                                         |                                                       | XVII в. (Испания) / —                                                                  | | Титул не принят. Имеющая право на княжеский титул линия рода угасла (графская линия существует). | |
| 52 | Сапеги (пол. Sapiehowie herbu Lis)                                             |                                                       | 14 сентября 1700 (СРИ) / —                                                             | Города Ружаны, Кодень, Горки, Зельва | Титул пожалован Михалу-Францишеку Сапеге (?-1700) императором Леопольдом I, но угас 19.11.1700 г. с его беспотомственной смертью. | |
| 53 | Лещинские (пол. Leszczyńscy herbu)                                             |                                                       | 1704 (РП) / 1705                                                                       | Город Лешно | Имеющая право на княжеский титул линия рода угасла на дочери Станислава I Лещинского короля Польского (1704—1734 (с пер.)) 24.06.1768 года. | |
| 54 | Оссолинские (II) (пол. Ossolińscy herbu Topór)                                 |                                                       | 1736 (Франция) / —                                                                     | Город Оссолин | Титулы пэра и герцога д’Оссоленски (фр. duc d'Ossolenski) пожалованы Францишеку-Максымилиану Оссолинскому (1676—1756), носившему также титул графа де Тенезин (фр. de Tenezin), королём Людовиком XV Французским. Титулы никогда официально в Речи Посполитой признаны не были. Род угас в 1792 (?) г. (в женском поколении в 1810 г.) ( (недоступная ссылка); графская линия рода существует). | |
| 55 | Яблоновские (II) (пол. Jabłonowscy herbu Prus III)                             |                                                       | 16 (или 19/30) апреля 1744 (1743) (СРИ) / 14 ноября (Австрия) и 29 марта 1844 (Россия) | Княжество Острожское (пол. Księstwo Ostrogskie) | Титул пожалован Александру-Юзефу (1712—1773) и его двоюродным братьям Станиславу-Винценту (1692—1754), Яну-Каэтану (?-1764) и Дмитрию-Ипполиту (1706—1788) Яблоновским императорм Карлом VII. В России дозволено Высочайшим Повелением 29.03.1844 г. пользоваться княжеским титулом. Имеющая право на княжеский титул линия рода угасла в 1926 (или 1925) г. (в женском поколении не ранее 1977 г.). Существует дворянская линия. | |
| 56 | Сулковские (пол. Sułkowscy herbu Sulima)                                       |                                                       | 1752 (СРИ) и 18 марта (2 ноября) 1754 (Чехия) / 1774                                   | Город Лешно, Рыдзынская ординация (Ordynacja Rydzyńska) | В 1752 г. Александер-Юзеф Сулковский купил майоратное поместье Бельско (совр. город Бельско-Бяла). В тот же год, поместье получило статус княжества (Fürstentum). 18.03 (или 02.11) 1754 г. императрица Мария-Терезия, как королева Богемии возвела владения А.-Ю. Сулковского в статус герцогства (Herzogtum Bielitz) с правом примогенитуры. Младшие члены рода носят княжеский (Fürst) титул. Род существующий. | |
| 57 | Понятовские (I) (пол. Poniatowscy herbu Ciołek)                                |                                                       | 4 декабря 1764 (РП) / 1764                                                             | Вольчин | Из них Станислав II Август Понятовский был королём Польским (1764—1795). | |
| 58 | Понятовские (II) (пол. Poniatowscy herbu Ciołek)                               |                                                       | 1765 (Чехия) / —                                                                       | | Титул пожалован Анжею Понятовскому. Род угас 19.10.1813 г. (в женском поколении в 1834 г.). | |
| 59 | Понинские (пол. Ponińscy herbu Lodzia)                                         |                                                       | 1773 (РП) / 1773                                                                       | Город Вжесня | Титулом пожалован Адам Пониский. Имеющая право на княжеский титул линия рода, существовавшая (после разделов Речи Посполитой) в Австрии, угасла в 1920 г. (в России существовала дворянская ветвь, угасшая в 1880-х гг. (её имя передано фамилии Валевских)). | |
| 60 | Лихновские (пол. Lichnowscy herbu)                                             | Герб князей Лихновских графов Верденберг (Werdenberg) | 30 января 1773 (Пруссия) / — (30 декабря 1846 (Австрия))                               | Ординация Лихновских | В 1702 г. Францишек-Бернард Л. (Franciszek Bernard Lichnowski, Franz Bernhard Lichnowsky; 1664—1747) получил диплом чешского барона с титулом Freiherr und Elder Herr von Woschutz и титулованием «Wielmożny». 01.01.1721 г. в Богемии и 27.05.1727 г. барон Францишек-Бернард Лихновский (Franciszek Bernard baron von Lichnovski; 1690—1742), староста княжества опавского, получил диплом имперского графа с титулом «Jaśnie Wielmożny». Имперский тайный советник Иоганн-Карл-Амадеус-Фердинанд Л. (Johann Karl Amadeus Ferdinand von Lichnovski; 1730—1788) 30.01.1773 г. получил титул прусского князя с примогенитурой, a в 1774 г. титул имперского князя. 08.03.1860 (или в 1861 г.) род получил в Пруссии титул Светлости (Durchlaucht). Род существующий. | |
| 61 | Зайончек (пол. Zajączkowie herbu Świnka)                                       |                                                       | 17/29 апреля 1818 (РИ) / —                                                             | | Титул угас с беспотомственной смертью 28.07.1826 г. возведённого в это достоинство Юзефа Зайончека (1752—1826) наместника Царства Польского, и окончательно со смертью 13.02.1845 г. его жены. Наследником имущества (но не титула) стал Юзеф Радошевский (пол. Józef Radoszewski), зять Антония Зайончека, брата князя. | |
| 62 | Ловичские (Ловицкие, Лович) (пол. Łowiccy)                                     | герб составлен не был                                 | 08/20 июля 1820 (РИ) / —                                                               | | Титул угас 17.11.1831 г. на возведённой в это достоинство графине Жанетте (Иоанне) Антоновне Грудзинской (пол. Joanna Grudzińskа) (1795—1831), морганатической супруге великого князя Константина Павловича, умершей без потомства. | |
| 63 | Понятовские (III) (пол. Poniatowscy herbu Ciołek)                              |                                                       | 1847 (Тоскана) / 1850 (Австрия)                                                        | | Княжеское достоинство пожаловано Юзефу-Михалу Понятовскому и его брат Каролю в 1847 г. с титулом князей Монтеротондо; подтвержёно в 1850 г. в Австрии. Род существующий (линия князей Понятовских ди Монте-Ротондо (пол. Poniatowskу di Monte Rotondo)). | |
| 64 | Радолинские (пол. Radolińscy herbu Leszczyc)                                   |                                                       | 1888 (Пруссия) / —                                                                     | | Получили княжеское достоинство с титулом Fürst von Radolin. Род существующий. | |
|    | Ординатские роды (пол. Rody ordynackie)                                        |                                                       |                                                                                        | | | |
| 65 | Замойские (Гетманская линия) (пол. Zamoyscy)                                   |                                                       | / 1588                                                                                 | Замойская ординация, город Шаргород | Род угас в 1665 г. | |
| 66 | Замойские (младшая линия) (пол. Zamoyscy)                                      |                                                       | / 1676                                                                                 | Замойская ординация | Род существующий. | |
| 67 | Гонзага-Мышковские (пол. Gonzagа-Myszkowscy)                                   |                                                       | / 1601                                                                                 | Пиньчувская ординация | Род угас в 1727 г. | |
| 68 | Гонзага-Мышковские-Велёпольские (пол. Gonzagа-Myszkowscy-Wielopolscy)          |                                                       | / 1729                                                                                 | Пиньчувская ординация | Род существующий. | |
|    | Владельцы княжеств (пол. Panowie na księstwach)                                |                                                       |                                                                                        | | | |
| 69 | Потоцкие (пол. Potoccy)                                                        |                                                       | / 1696                                                                                 | Збаражское княжество | Род существующий. | |
| 70 | Мнишеки (пол. Mniszchowie herbu Mniszech (Kończyc))                            |                                                       | / 1744                                                                                 | Вишневецкое княжество | С 1783 г. получили графский титул в Австрии. Род (вишневецкая или волынская линия) угас в 1905 г. (галицийская линия угасла в 1941 г.). | |
|    | Ленные князья                                                                  |                                                       |                                                                                        | | | |
| 71 | Гогенцоллерны (I) (пол. Hohenzollernowie)                                      |                                                       | 1525 / 10 апреля 1525                                                                  | Княжество Прусское (пол. Księstwo Pruskie) и город Бытув (Бютов) (1526—1618) | В 1525—1618 гг. ленные князья в Пруссии. Род (прусская линия Гогенцоллернов) угас 27.08.1618 г. (в женском колене в 12/22.02.1659 г.). | |
| 72 | Кетлеры (пол. Kettlerowie)                                                     |                                                       | / 1561                                                                                 | Княжество Курляндское (пол. Księstwo Kurlandii) | Ленные герцоги в Курляндии в 1561—1711 гг. Род угас 04.05.1737 г. (в женском поколении в 1750 г.). | |
| 73 | Могилы (пол. Mohyłowie herbu Mohyła)                                           |                                                       | / 1595                                                                                 | Велке Очи | Владетели Княжества Молдавского (пол. Księstwo Mołdawskie). Ленники Речи Посполитой по владению Велке Очи. Род пресёкся или захудал. | |
| 74 | Гогенцоллерны (II) (пол. Hohenzollernowie)                                     |                                                       | 1618 / 16 ноября 1611                                                                  | Княжество Прусское (пол. Księstwo Pruskie) | В 1618—1660 гг. (до заключения Оливского мира (23.04/03.05.1660) ленные князья в Пруссии. Позднее сохранили вассальные отношения по городам Бытуву (Бютову) (1618—1637 и 06.11.1657-1773), Лемборку (Лауэнбургу) (1657—1772), Серее (1695—1806) и Тауроги (Таурогген) (1691—1795). Род существующий (до 1918 г. короли прусские и германские императоры). | |
| 75 | Веттины (пол. Wettynowie (Sascy))                                              |                                                       | 1726/                                                                                  | Княжество Курляндское (пол. Księstwo Kurlandii) | Титул угас на возведённом в это достоинство Морице Саксонском (de Saxe) герцоге Курляндском 30.11.1750 г. | |
| 76 | Бироны (пол. Bironowie)                                                        |                                                       | 1737/                                                                                  | Княжество Курляндское (пол. Księstwo Kurlandii) | Ленные герцоги в Курляндии в 1737—1795 гг. Род существующий. | |
| 77 | Веттины (пол. Wettynowie (Sascy))                                              |                                                       | 10 ноября 1758 / 8 января 1759                                                         | Княжество Курляндское (пол. Księstwo Kurlandii) | Титул угас на возведённом в это достоинство [[Карл Саксонский (герцог Курляндии) | Карле Саксонском]] герцоге Курляндском (1758—1763) 16.06.1796 г. (в женском колене 24.11.1851 г.). |
|    | Духовные князья                                                                |                                                       |                                                                                        | | | |
| 78 | Архиепископ Гнезненский                                                        |                                                       | традиционные                                                                           | Княжество Ловицкое | Княжество ликвидировано в 1795 г. | |
| 79 | Епископ Краковский                                                             |                                                       | традиционные                                                                           | Княжество Севежское | В 1443—1791 гг., начиная со Збигнева Олесницкого (1423—1455) и заканчивая Феликсом Турским (1790—1800)) носили титул князя Северского (siewierskiego). Княжество ликвидировано в 1790 г. | |
| 80 | Епископ Варминский                                                             |                                                       | традиционные                                                                           | Княжество Варминское | В 1466—1772 гг. (начиная с Павла Легендорфа (1458—1466) и заканчивая Игнацием Красицким (1767—1795)) носили титул князя Самбийского (sambijskiego). Княжество ликвидировано в 1772 г. | |
| 81 | Епископ Вроцлавский                                                            |                                                       | традиционные                                                                           | | Носили титул князя Нысы (Nysy). | |
| 82 | Епископ Плоцкий                                                                |                                                       | традиционные                                                                           | Княжество Пултуское (Księstwo Pułtuskie) | Носили титул князя Пултуского (pułtuskiego). Княжество ликвидировано в 1795 г. | |
| 83 | Препозит (кафедрального капитула) Плоцкий (prepozyt płocki)                    |                                                       | традиционные                                                                           | Княжество Селюнское (Księstwo Sieluńskie) | Носили титул князя Селюнского (sieluńskiego) (без места в сенате). Княжество ликвидировано в 1790 г. | |

- Кроме того, предположительно имелись ещё следующие роды, не включённые в список выше:

| # | Фамилия                               | Герб | Дата получения / признания (в Речи Посполитой) титула | Владения | Примечания |
| - | ------------------------------------- | ---- | ----------------------------------------------------- | -------- | --- |
| 1 | Завадские (пол. Zawaccy vel Zawadzcy) |      | природные князья / —                                  |          | Род князей татарских, получивших свою фамилию от местности, лежащей за рекой Вака (Waką) или за Вакой (za Waką). Также иногда Завадские (Zawadzki). |
| 2 | Крычынские (пол. Kryczyńscy)          |      | природные князья / —                                  |          | |
| 3 | Юшенские (пол. Juszeńscy)             |      | природные князья / —                                  |          | |

## Княжеские рода, проживавшие на территории современной Польши, разного происхождения
- Альтенбург, принцесса Мария-Кристина (пол. księżniczka von Altenburg), дочь эрцгерцога Карла-Альбрехта Габсбурга, внучка эрцгерцога Карла-Стефана Габсбурга, жила в Живце (Силезское воеводство);
- Хенкель фон Доннерсмарк (княжеский Королевства Прусского титул пожалован графу Гвидо Хенкелю фон Доннерсмарку 18 января 1901 г.).
- Плесс (Пщиньский) (нем. Fürst von Pleß, польск. Książę Pszczyński), прусские князья рода фон Хохберг, некоторые представители которого проживали в Польше в 20–30-е годы XX-го века.